# Hadjina pulverea
Hadjina pulverea là một loài bướm đêm trong họ Noctuidae.